# تاكافومي يوشيموتو
تاكافومي يوشيموتو (باليابانية: 吉本 岳史) (13 مايو 1978 في كوتشي في اليابان – )؛ هو لاعب كرة قدم ياباني سابق كان يلعب كمدافع.

## وصلات خارجية
- تاكافومي يوشيموتو على موقع رابطة كرة القدم اليابانية للمحترفين (اليابانية)
- تاكافومي يوشيموتو على موقع قاعدة بيانات كرة القدم.إي يو (الإنجليزية)
- تاكافومي يوشيموتو على موقع Soccerway.com (الإنجليزية)
- تاكافومي يوشيموتو على موقع عالم كرة القدم.نت (الإنجليزية)